# Tilane
Tilane è una struttura pubblica nata dal progetto architettonico di Gae Aulenti su commissione del Comune di Paderno Dugnano.

## Storia

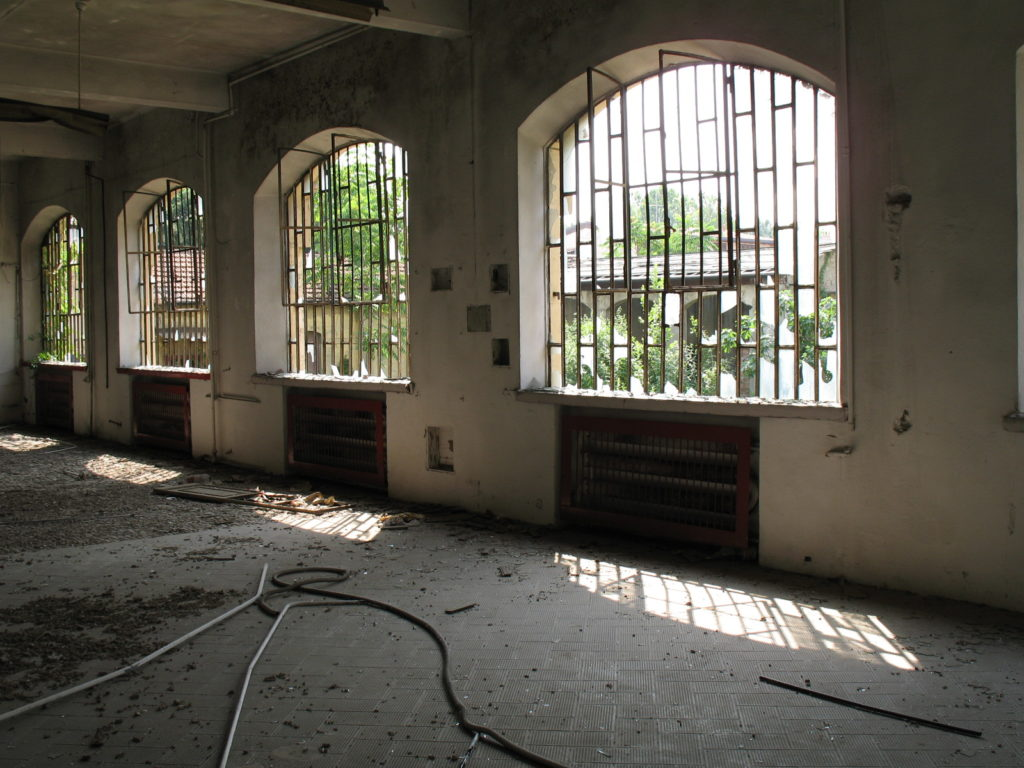
Area Tilane prima dei lavori di riqualificazione

Nel 2006 l'Amministrazione decide di recuperare un'area industriale dismessa, poiché gli spazi di Villa Gargantini - luogo in cui si trovata la biblioteca - non erano più in grado di rispondere ai crescenti bisogni di socialità, informazione e studio della città.
Il progetto prende vita da un programma di recupero urbanistico in cui sorgeva un tempo un opificio tessile impossibile da ristrutturare per il grave stato di abbandono in cui versavano gli edifici, ma di cui l’architetta Gae Aulenti ha saputo richiamare le origini attraverso alcuni aspetti e peculiarità, mantenendo per esempio il cancello e il modulo strutturale dell’impianto.

## Uso attuale
Tilane oggi è biblioteca e centro culturale, un luogo in cui vengono organizzati incontri, mostre, eventi e corsi dedicati a diverse fasce di età. La sede della biblioteca è stata inaugurata il 3 maggio 2009..

## L'edificio
L'edificio è in cemento armato con rivestimento in mattoni pieni e ha una struttura complessiva di circa 4000 mq. La biblioteca si sviluppa su 2500 mq e dispone di circa 50 mila volumi oltre a 200 posti a sedere . Il restante spazio è suddiviso in aree per mostre, laboratori, auditorium, aule didattiche, postazioni pc e rete wi-fi, spazi per bambini e per adolescenti.